# 天津市幼儿师范学校
天津市幼儿师范学校，简称天津幼师，位于天津市南开区双峰道8号，1951年建校，是中华人民共和国成立后最全国早建立的幼儿师范学校之一，是天津市教委直属重点学校。2001年，迁入天津外语师范学校旧址办学。